# Зетацизм
Зетаци́зм (от названия греческой буквы ζῆτα — «дзета») — исторический переход какого-либо звука в [z].

## Зетацизм в греческом языке
В древнегреческом буква ζ произносилась как звонкая свистящая аффриката [dz], уже в классический период она утратила смычку и стала звонким спирантом [z]: др.-греч. ζωή 'жизнь' [dzo'ē] → [zo’i].

## Зетацизм вславянских языках
Изначально существовавшая в старославянском языке аффриката [d`z`] с XI века переходит в [z`] с последующим отвердением в [z]. Это видно на основании случаев смешения букв земля (обозначавшей звук [z]) и зело ѕ (обозначавшей звук [d`z`]). Например, в Зографском евангелии: польза вместо польѕа, стьзѧ вместо стеѕѧ; в Мариинском евангелии кънѧзи вместо кънѧѕи, врази вместо враѕи. Последовательно правильное употребление буквы зело наблюдается, например, в Синайской псалтыри.